# Rem als Jocs Olímpics d'estiu de 1924 - Scull individual masculí
La prova de scull individual fou una de les set que es disputaren als Jocs Olímpics de París de 1924 i que formaven part del programa de rem. La prova es va disputar entre el 14 i el 17 de juliol de 1924, amb la presència de 8 remers, procedents de 8 països diferents.

## Medallistes
| Or                   | Plata                 | Bronze                |
| Jack Beresford (GBR) | William Gilmore (USA) | Josef Schneider (SUI) |

## Resultats

### Sèries
Es disputaren el 14 de juliol. El vencedor passava a la final i el segon a la repesca.
| Pos. | Remer                 | Nació     | Temps  |
| ---- | --------------------- | --------- | ------ |
| 1    | Arthur Bull           | Austràlia | 7'19"0 |
| 2    | Marc Detton           | França    | 7'19"2 |
| 3    | A. Osiecimski-Czapski | Polònia   | ND     |

| Pos. | Remer             | Nació         | Temps  |
| ---- | ----------------- | ------------- | ------ |
| 1    | Josef Schneider   | Suïssa        | 7'15"6 |
| 2    | Constant Pieterse | Països Baixos | 7'15"6 |
| 3    | Arthur Belyea     | Canadà        | ND     |

| Pos. | Remer           | Nació        | Temps  |
| ---- | --------------- | ------------ | ------ |
| 1    | William Gilmore | Estats Units | 7'03"2 |
| 2    | Jack Beresford  | Regne Unit   | 7'07"4 |
| 3    | Béla Szendey    | Hongria      | DNS    |

### Repesca
Es disputà el 14 de juliol. El vencedor passava a la final.
| Pos. | Remer             | Nació         | Temps   |
| ---- | ----------------- | ------------- | ------- |
| 1    | Jack Beresford    | Regne Unit    | 8' 00"5 |
| 2    | Constant Pieterse | Països Baixos | 8' 09"4 |
| -    | Marc Detton       | França        | DNF     |

### Final
Es disputà el 17 de juliol.
| Pos. | Remer           | Nació        | Temps  |
| ---- | --------------- | ------------ | ------ |
| 1    | Jack Beresford  | Regne Unit   | 7'49"2 |
| 2    | William Gilmore | Estats Units | 7'54"0 |
| 3    | Josef Schneider | Suïssa       | 8'01"1 |
| -    | Arthur Bull     | Austràlia    | DNF    |